# 大府市立吉田小学校
大府市立吉田小学校（おおぶしりつ よしだしょうがっこう）は、愛知県大府市吉田町4丁目にある公立小学校。
クスノキがシンボルになっている。1920年（大正9年）に民家から貰った高さ1.2mほどの苗が、80余年の歳月を経て幹周り4m、高さ18mに成長し、児童を見守っている。

## 沿革
- 1907年（明治40年）4月 - 大府第四尋常小学校が設置される[1]。
- 1941年（昭和16年）4月 - 大府町第四国民学校に改称[1]。
- 1947年（昭和22年）4月 - 大府町立第四小学校に改称[1]。
- 1948年（昭和23年）10月 - 大府町立吉田小学校に改称[1]。
- 1958年（昭和33年）5月 - 体育館竣工[1]。
- 1961年（昭和36年）4月1日 - 校歌を制定[1]。
- 1970年（昭和45年）9月1日 - 知多郡大府町の市制施行により、大府市立吉田小学校に改称[1]。
- 1976年（昭和51年）3月 - 石ヶ瀬小学校新設により、森岡地区を校区から分離[1]。
- 1997年（平成9年）8月 - コンピュータ室を新設[1]。

## 通学区域
- 大府市[2]
  - 吉田町（まち）全域（北熊場の全部および清水城の一部を除く。）
  - 桜木町全域
  - 高丘町全域
  - 米田町全域
  - 吉川町全域
  - 馬池町全域
  - 宮内町全域
  - 吉田町全域
  - 半月町全域（一丁目を除く）
  - 長草町山口の一部
  - 森岡町九丁目の一部

## 進学先中学校
- 大府市立大府南中学校

## 学区 / 校区内の主な施設
- 吉田公民館
- JAあぐりタウン げんきの郷
- 知北平和公園

## 交通アクセス
- 名鉄河和線「高横須賀駅」・名鉄常滑線「尾張横須賀駅」から知多バス乗車、「半月」バス停下車。
- JR東海道本線「大府駅」から知多バス乗車、「半月」バス停下車。あるいは大府市循環バス（ふれあいバス）乗車、西コース「吉川町一丁目」バス停下車。

## 著名な出身者
- 荒川俊治 - 実業家　エス・バイ・エル元代表取締役社長。
- 平本真之 - 競艇選手[3]。